# Margitta Scherr
Margitta Scherr (Chemnitz, 15 de agosto de 1943-Múnich, 30 de diciembre de 2020) fue una actriz de cine y televisión alemana.

## Carrera
Nacida en Chemnitz, su familia se mudó a Múnich cuando ella tenía siete días de nacida, donde vivió desde entonces. Su primer papel pequeño lo consiguió a los doce años en la película Der Meineidbauer (1956). Después de dos películas de Heinz Erhardt —Vater, Mutter und neun Kinder (1958) y Natürlich die Autofahrer (1959)—, la joven actriz tomó lecciones de actuación y ballet mientras seguía apareciendo delante de la cámara.
Llamó la atención de los críticos en la película para televisión de 1960 Frédéric Chopin und George Sand como la hijastra del compositor. El Süddeutsche Zeitung escribió: «Los renombrados actores principales no fueron ni de lejos tan intensos como la jovencísima Margitta Scherr, quien ofreció una de las exhibiciones de talento más sorprendentes y convincentes de los últimos tiempos».
Scherr tuvo su primer papel protagónico en la gran pantalla como compañera de Carlos Thompson en Der Held meiner Träume (1960), actuó bajo la dirección de Frank Wisbar en Fabrik der Offiziere (1960), como la hija de Luise Ullrich en Frau Irene Besser (1961) y tuvo a Maria Schell y O. W. Fischer como sus padres cinematográficos en Das Riesenrad (1961), antes de ser contratada para el papel principal, Bärbele, en Schwarzwaldmädel (1963), una adaptación cinematográfica de Wilm ten Haaf de la opereta del mismo nombre.
Ese mismo año, Michael Pfleghar la puso delante de la cámara para su programa de televisión Zu jung um blond zu sein, que ganó la Rose d'Or de Montreux. En la década de 1960, Scherr apareció en numerosas películas de éxito en las que dominaban la música, el romance y la comedia, su último papel importante en el cine siendo como Vevi en Das sündige Dorf (1966) con Hans-Jürgen Bäumler. Después de aparecer en tres docenas de portadas de revistas alemanas (incluidas en 1963 la portada de Bravo y en 1968 la portada de Quick), Playboy (en su número de noviembre de 1964) dedicó el artículo de portada The girls of Germany («Las chicas de Alemania») a Scherr e incluyó una foto principal de página completa en la que ella permanecía completamente vestida.
Después de desempeñar papeles protagónicos en televisión, entre ellos en Die Glocken von London, basada en Charles Dickens y Boni (como Evi, la hija del carnicero bávaro que se enamora de un hombre negro), Scherr fue utilizada en papeles episódicos en las series de televisión Der Nächste bitte, Kommissar Freytag, Landarzt Dr. Brock y Zimmer 13.
Posteriormente, Margitta Scherr apareció en el escenario del Teatro Intim de Wuppertal como personaje principal de la comedia de bulevar Mary, Mary.
Después de 23 películas y numerosos papeles en televisión, alcanzó mayor fama a través de la serie de televisión Salto Mortale (con Gustav Knuth), en la que interpretó a la trapecista Francis Doria.
Tras el final de esta serie, Scherr puso fin a su carrera como actriz y se retiró a la vida privada. Estudió idiomas extranjeros y luego trabajó durante muchos años como encargada de prensa para películas internacionales.

## Vida personal y fallecimiento
Scherr estuvo casada con el fotógrafo Karl-Heinz Vogelmann (1927-2011) entre 1962 y 1977; la pareja tuvo un hijo, Alexander Vogelmann, nacido en 1964. Karl-Heinz Vogelmann, que filmó fotogramas para alrededor de 200 películas a lo largo de su carrera, entre ellas Das Boot (1981) de Wolfgang Petersen y The NeverEnding Story de Michael Ende, murió el 14 de enero de 2011.
Scherr falleció el 30 de diciembre de 2020, a la edad de 77 años, rodeada de su familia en Múnich tras una larga enfermedad.

## Filmografía seleccionada
- Der Meineidbauer (1956)
- Vater, Mutter und neun Kinder (1958)
- Hubertusjagd (1959)
- Natürlich die Autofahrer (1959)
- Der Held meiner Träume (1960)
- Fabrik der Offiziere (1960)
- Frau Irene Besser (1961)
- Das Riesenrad (1961)
- Das süsse Leben des Grafen Bobby (1962)
- Schwarzwaldmädel (1963)
- Übermut im Salzkammergut (1963)
- Holiday in St. Tropez (1964)
- Die lustigen Weiber von Tirol (1964)
- 001, operación Caribe (1965)
- El bikini rojo (1966)
- Das sündige Dorf (1966)